# Murilo Salles
Murilo Salles (Rio de Janeiro, 2 de outubro de 1950) é um cineasta brasileiro, além de diretor de fotografia e roteirista de filmes.

## Filmografia
Como diretor
- 1969 - Premissa Menor, Primatas, Amém (curtas)
- 1970 - Abc Montessoriano (curta)
- 1971 - Sebastião Prata, ou bem dizendo, Grande Otelo (documentário de curta metragem)
- 1978 - Essas São as Armas (documentário longa) (Eng.) 'These are the weapons'
- 1984 - Nunca Fomos tão Felizes(longa) (Eng.) 'Happier than ever' (French) 'Plus herreux qui jamais'
- 1986 - Faca de Dois Gumes (longa) (Eng.) 'Two edged knife'
- 1992 - Pornografia (curta metragem) em co-autoria com Sandra Werneck
- 1996 - Todos os Corações do Mundo (documentário longa metragem) (Eng.) "Two Billions Hearts"
- 1996 - Como Nascem os Anjos (longa) (Eng.) "How Angels are born"
- 2002 - Seja o que Deus Quiser (longa) (Eng.) 'Que sera, sera'
- 2003 - És Tu, Brasil (documentário longa)
- 2007 - Nome Próprio (longa) (Eng.) Camila JAM
- 2008 - Arte Brasileira Contemporânea - Um Prelúdio (dvd longa)
- 2014 - Passarinho lá de Nova Iorque - Documentário de Longa Metragem
- 2014 - Aprendi a jogar com você - Documentário de Longa Metragem
- 2014 - O Fim e os meios - longa metragem de ficção
- 2021 - Uma Baía - Documentário de Longa Metragem

Como diretor de fotografia
- 1973 - Tati, a Garota (longa)
- 1973 - Um Edifício Chamado 200 (longa)
- 1974 - A Estrela Sobe (longa)
- 1975 - Lição de Amor (longa)
- 1976 - Dona Flor e Seus Dois Maridos (longa)
- 1980 - Cabaret Mineiro (longa)
- 1981 - O Beijo no Asfalto (longa)
- 1981 - Eu Te Amo (longa)
- 1982 - Tabu (longa)
- 2004 - Árido Movie (longa)
- 2007 - Nome Próprio (longa Co-Fotografia Fernanda Riscali)
- 2008 - Arte Brasileira Contemporânea - Um Prelúdio' (documentário longa)

Como roteirista
- 1984 - Nunca Fomos Tão Felizes
- 1986 - Faca de Dois Gumes
- 1996 - Como Nascem os Anjos
- 2002 - Seja o que Deus Quiser
- 2007 - Nome Próprio
- 2014 - O Fim e os meios

## Prêmios[1]
Festival de Gramado
- Recebeu o Kikito de Melhor Filme para Nome Próprio (2008)
- Recebeu o Kikito na categoria de melhor diretor por Faca de Dois Gumes (1989) e Como Nascem os Anjos (1996).
- Recebeu o Kikito na categoria de melhor fotografia por Cabaret Mineiro (1980) e Eu te Amo
- Recebeu o prêmio da crítica por Nunca Fomos tão Felizes (1984) e Como Nascem os Anjos (1996).

Festival de Brasília
- Recebeu o Troféu Candango na categoria de melhor filme por Nunca Fomos tão Felizes (1984).
- Recebeu o Troféu Candango nas categoria de melhor fotografia por Cabaret Mineiro (1980) e Tabu (1982).

Festival do Rio
- Recebeu o Redentor de Melhor Roteiro com O Fim e os meios (2014)
- Venceu na categoria de melhor filme por Seja o que Deus Quiser (2003).